# Isola di California

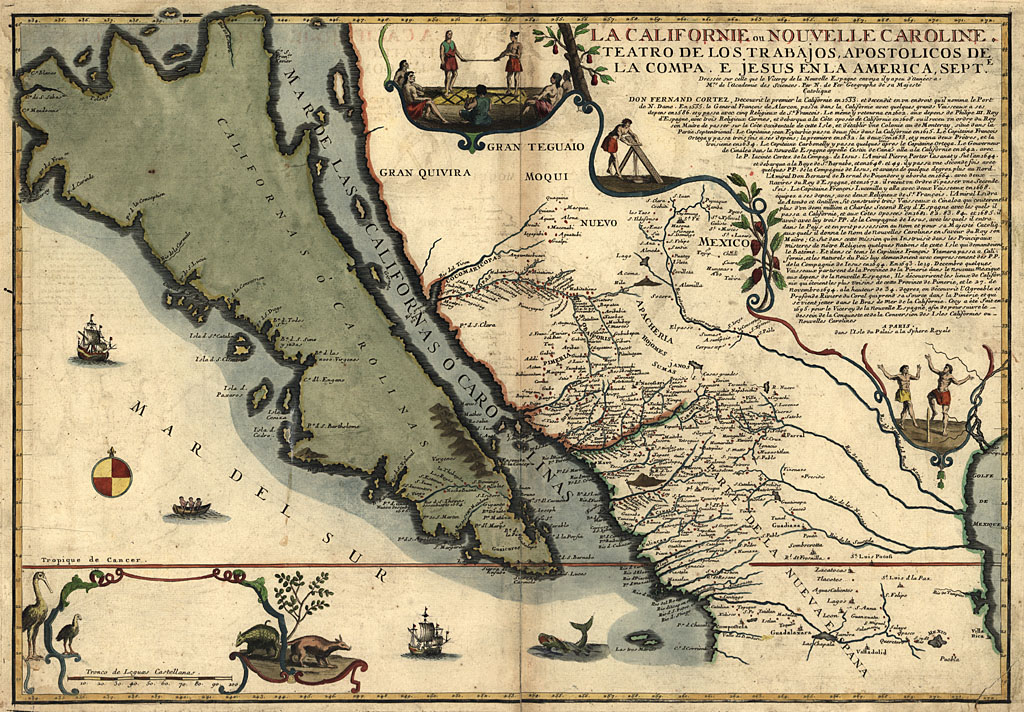
La Californie ou Nouvelle Caroline... di Nicolas de Fer (1720) contiene una delle più grandi e accurate raffigurazioni dell'isola di California mai realizzate.

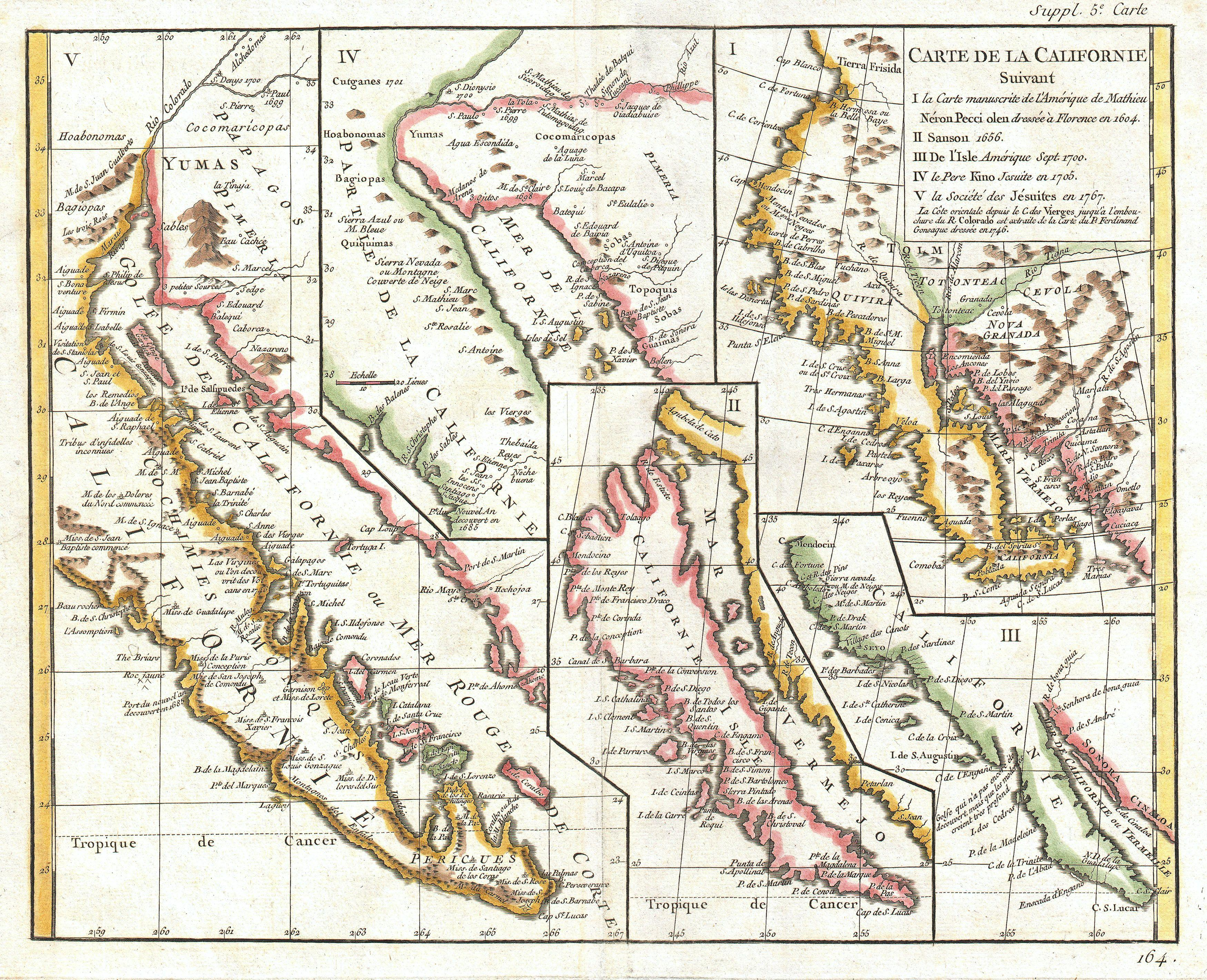
Robert de Vaugondy disegnò questa mappa nel 1770 per lEncyclopédie di Denis Diderot, illustrando le varie e confuse versioni dell'isola di California.

L'isola di California si riferisce ad un errore commesso dagli europei del XVI secolo, secondo i quali la California non sarebbe stata parte della terraferma del Nord America, ma una grande isola separata dal continente da uno stretto, il braccio d'acqua del  Mare Californica. Fu uno dei più famosi errori cartografici della storia, diffusosi attraverso molte carte geografiche per due secoli, nonostante le prove contrarie riportate da molti esploratori. 
Questo errore è strettamente legato alla credenza nell'esistenza dello stretto di Anián, un percorso stretto che avrebbe collegato il Pacifico e il golfo di San Lorenzo.

## Storia
Gli esploratori europei sognavano l'utopia californiana prima ancora che qualcuno avesse messo piede sulle sue coste o anche solo confermato la sua geografia. Questa fantasia fu originata da un popolare romanzo spagnolo pubblicato nel 1510 da García Ordóñez de Montalvo, Las Sergas de Esplandián, dove l'autore scrive:
Questo mito indusse Hernán Cortés, il conquistador spagnolo che abbatté l'impero azteco, a organizzare una spedizione per scoprire l'isola delle Amazzoni: nel 1533 una missione guidata da suo cugino Diego de Becerra e Fortún Ximénez approdò sulla punta meridionale della penisola della Bassa California, ma era convinto che quella terra fosse circondata su tutti i lati dal mare. Quando Cortés lesse il loro rapporto, inviò altre spedizioni: Francisco de Ulloa risalì la costa fino al fiume Colorado e scoprì che l'isola era in realtà una penisola, come fu confermato successivamente dal navigatore Hernando de Alarcón.

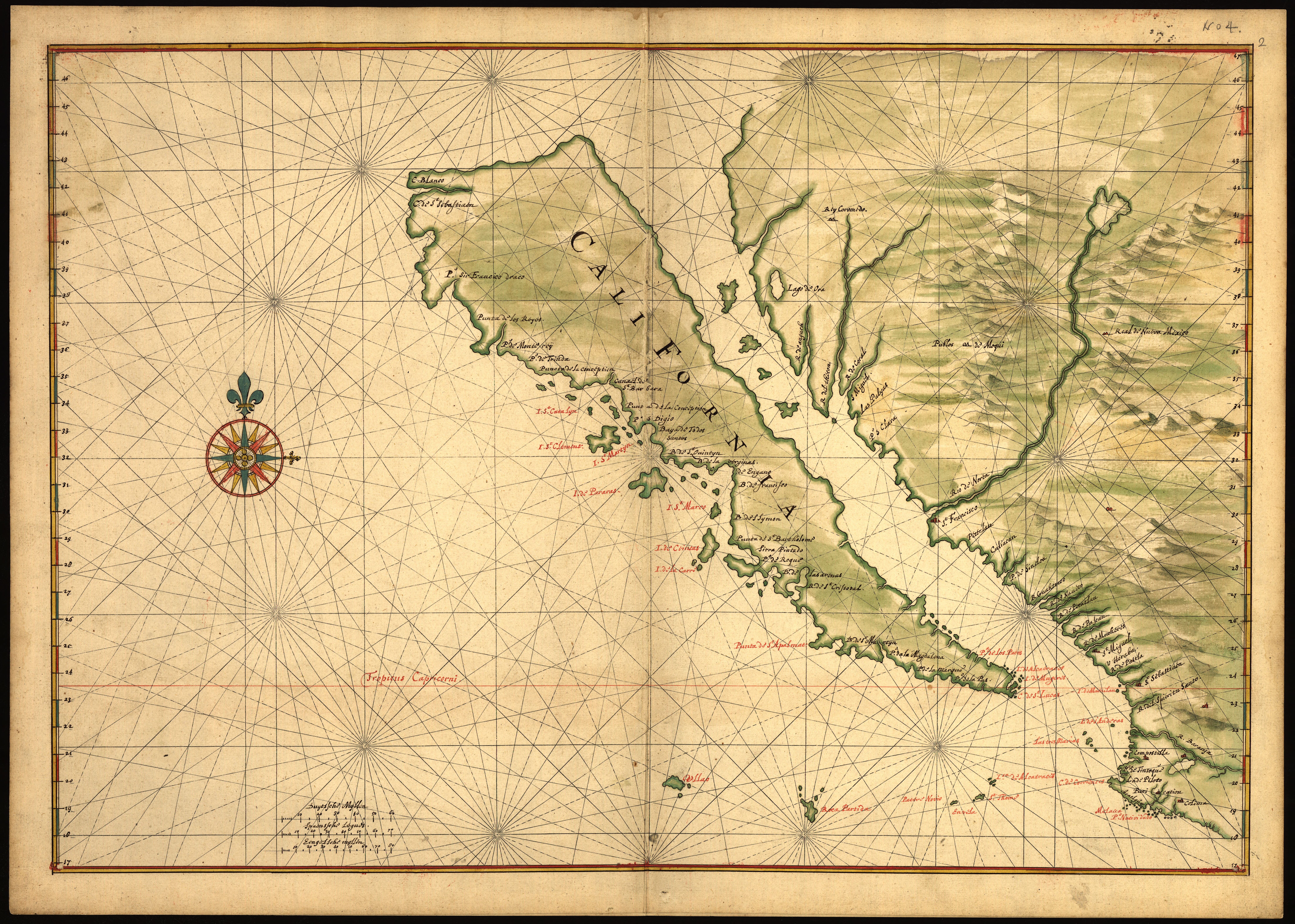
Map of California as an Island di Johannes Vingboons (1650 ca.).

Presto la California cominciò a essere raffigurata sulle carte - per la prima volta nel 1541, in un disegno tracciato da Domingo del Castillo - e presentata appunto come una penisola attaccata alla terraferma. Nel 1562 fece la sua comparsa su una mappa del Nuovo Mondo di Diego Gutiérrez. Mercatore e Ortelius la riprodussero nelle loro opere e per sessant'anni la penisola californiana fu rappresentata correttamente.
Ma poi accadde qualcosa di strano: la California cominciò a essere raffigurata di nuovo come un'isola. Il primo a riattribuirle il suo stato insulare fu Michiel Colijn, di Amsterdam, nella sua Descriptio Indiae Occidentalis, pubblicata nel 1622. La falsa rappresentazione fu data per scontata nei decenni successivi: da Abraham Goos nel 1624, Henry Briggs nel 1625, John Speed nel 1627 e Richard Seale nel 1650. Nel 1995 gli storici Glen McLaughlin e Nancy H. Mayo hanno identificato 249 mappe (escluse le mappe del mondo) in cui la California appare come un'isola. Per tutto il XVII secolo e per la maggior parte del XVIII i cartografi strapparono la California dal continente americano e la mandarono alla deriva nell'oceano Pacifico.

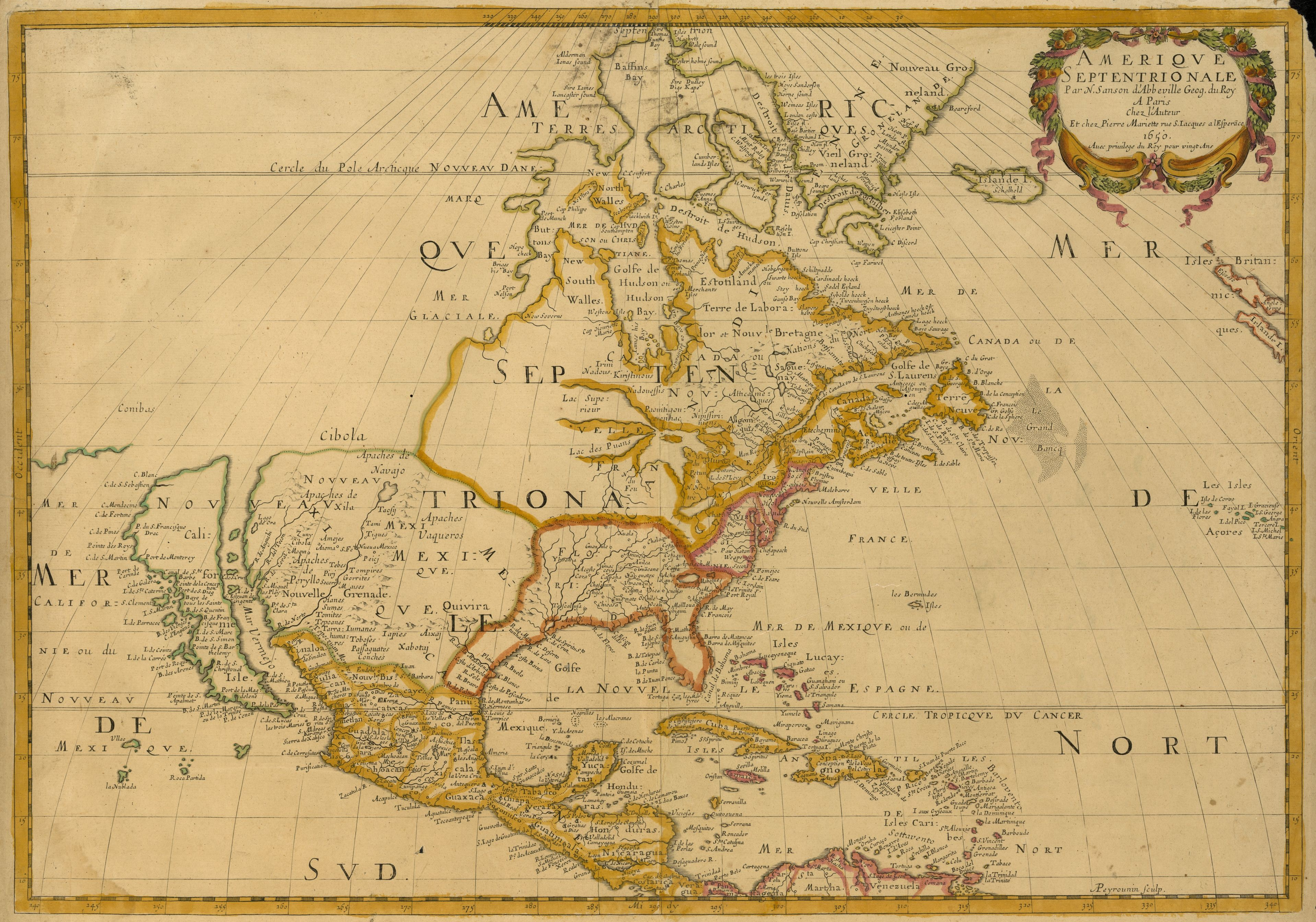
L'isola di California in una mappa di Nicolas Sanson.

La mitica reinvenzione sembra avere tratto origine dal viaggio del 1602 di Sebastián Vizcaíno lungo la costa della California, il cui resoconto fu scritto vent'anni più tardi dal frate carmelitano Antonio de la Ascensión, che era stato a bordo della nave di Vizcaíno. Nel suo diario di viaggio, Ascensión racconta di una California separata dal continente dal «mar Mediterraneo della California». Le sue descrizioni furono riportate su mappe e spedite in Spagna, ma gli olandesi s'impadronirono della nave che le trasportava e l'informazione erronea fu accettata e adottata dai loro editori.
Cartografi di fama come Willem Blaeu ed Herman Moll commisero lo stesso errore e gli diedero credito con le loro riproduzioni. Soltanto nel 1706 cominciò a insinuarsi il dubbio. Il gesuita Eusebio Chini, che inizialmente credeva che la California fosse un'isola, compì una serie di viaggi da Sonora al delta del Colorado, giungendo alla conclusione che era collegata alla terraferma, e accompagnò le sue osservazioni personali con una mappa della penisola. 
Gesuiti missionari-esploratori della Bassa California che cercarono di dire una parola definitiva sul problema furono Juan de Ugarte (1721), Ferdinand Konščak (1746) e Wenceslaus Linck (1766).
Dopo ulteriori conferme, nel 1747 Ferdinando VI di Spagna emise un decreto ufficiale in cui dichiarava: «La California non è un'isola». I resoconti dei viaggi compiuti nel 1774 da Juan Bautista de Anza tra Sonora e la costa occidentale della California confermarono definitivamente che la California è una penisola del continente, anche se molto più tardi, nel 1865, la credenza che si tratti di un'isola fece un'altra curiosa apparizione su una mappa giapponese di Shozo Sato.